# تاكاشي شيموزو
تاكاشي شيميزو (باليابانية: 清水 崇) ، من مواليد 27 يوليو 1972م، وهو منتج أفلام ياباني ومخرج سينمائي، وأشتهر بإنتاج سلاسل أفلام الرعب اليابانية الشهيرة بما يعرف «الحقد» أو «جو-أون».

## أعماله
1. فيلم النمر الأزرق، أنتج عام 1994م.
2. لاست برونكس ラストブロンクス -東京番外地- ، أنتج عام 1997م.
3. كاتاسومي آند 4444444444 ـ (学校の怪談G) وتعني باليابانية «قصبة شبح المدرسة جي»، أنتجت عام 1998م.

وغيرها.

## وصلات خارجية
- تاكاشي شيموزو على موقع IMDb (الإنجليزية)
- تاكاشي شيموزو على موقع ميتاكريتيك (الإنجليزية)
- تاكاشي شيموزو على موقع روتن توميتوز (الإنجليزية)
- تاكاشي شيموزو على موقع ألو سيني (الفرنسية)
- تاكاشي شيموزو على موقع ميوزك برينز (الإنجليزية)
- تاكاشي شيموزو على موقع أول موفي (الإنجليزية)
- تاكاشي شيموزو على موقع قاعدة بيانات الأفلام السويدية (السويدية)
- تاكاشي شيموزو على موقع قاعدة بيانات الفيلم (الإنجليزية)
- تاكاشي شيموزو على موقع كينوبويسك (الروسية)
- Shimizu's JMDb entry (in Japanese)
- Ju-On Sequels Renamed
- Scared of the Dark نسخة محفوظة 24 يوليو 2012 at Archive.is